# Фиоренца Сомарипа
Фиоренца Сомарипа (на италиански: Fiorenza Sommaripa; † 1518) е господарка на гръцкия остров Парос, подвластен на Венецианската република.

## Произход
Тя е дъщеря на Николо I Сомарипа и неговата съпруга, чието първо име не е установено, но е известно, че е принадлежала към фамилията Пезаро.

## Биография
През 1479 г. Фиоренца се омъжва за венецианеца Дзуан Франческо Вениер, господар на остров Китира.
Нейният брат Крустино наследява управлението на Парос след смъртта на баща им около 1505 г. Брат ѝ умира без да остави наследници през 1517 или в началото на 1518 г. и поради тяхната вражда завещава острова на техен роднина, Полимено Сомарипа. Това предизвиква редица спорове и претенции относно собствеността и в крайна сметка Венеция се намесва като обявява, че задържа Парос, докато въпросът не бъде решен от нейни съдебни заседатели. Скоро е обявено и решението на съда – той определя, че законни права над острова има Фиоренца и ѝ предоставя неговото по-нататъшно управление. Още същата 1518 година управлението преминава в ръцете на нейния син Николо Вениер.

## Брак и потомство
∞ 1479 за Дзуан Франческо Вениер († 1518), господар на остров Китира, от когото има двама сина и една дъщеря:
- Николо Вениер, господар на Парос от 1518 до 1530 г.
- Моизе Вениер, ∞ за Елена Дона, от която има бъдещия дож на Венеция Себастиано Вениер.
- Чечилия Вениер, господарка на Парос от 1531 до 1537 г.